# 시네마틱드라마 SF8
《시네마틱드라마 SF8》는 2020년 7월 10일부터 WAVVE 오리지널 시리즈에서 선공개되고, 8월 14일부터 10월 9일까지 방송되었던 문화방송 주간단막극이다.

## 기획 의도
가까운 미래를 배경으로 기술발전을 통해 완전한 사회를 꿈꾸는 인간들의 이야기, 한국판 오리지널 SF 앤솔러지(anthology) 시리즈

## 크리에이터
- 민규동

## 총괄 프로듀서
- 박준호

## 크리에이티브 프로듀서
- 윤영조
- 문형찬
- 김동현

## 기획
- MBC
- DGK

## 제작사
- DGK
- 수필름

## 플랫폼
- WAVVE
- MBC

## 에피소드 및 등장 인물

### 간호중 (The Prayer)
연출: 민규동, 극본: 민규동, 김지희
원작 : TRS가 돌보고 있습니다 (김혜진 작가)
- 이유영 : 간호중 / 연정인 역 - 돌봄 대상 1호인 낙원 요양 병원의 환자 문숙을 7년째 돌보고 있는 고급형 간병 로봇 / 아버지에게 물려받은 인쇄소를 경영하며 식물인간 상태인 홀 어머니를 10년째 부양 중.
- 예수정 : 사비나 역 - 여러 요양 병원을 돌며 환자와 보호자의 생명을 위해 기도를 자처하는 수녀.
- 염혜란 : 최정길 역 - 문숙의 옆 병실에 상주 하며 치매 남편을 간병하는 보호자로 감당할 수 없는 치료 비용으로 보급형 간병 로봇을 들였으나 차도가 없는 남편의 행각과 마음대로 움직여 주지 않는 간병 로봇 탓에 죽을 맛.
- 최병모 : 관리과장 역
- 윤경호
- 문숙 정인의 어머니 역 (특별출연)

### 만신 (Manxin)
연출: 노덕, 극본: 김민경, 노덕
- 이연희 : 토선호 역 - 33세 . 동생의 사망 원인이 만신의 운세 탓으로 여기며, 그런 만신의 메인 서버를 찾으려 질주.
- 이동휘 : 정가람 역 - 36세 . 만신을 맹신하는 신도로 과거 자살을 감행했을 때, 기적적으로 살아남에 만신이 지켜준 것이라 믿게 됨.
- 남명렬 : 이지함 역 - 62세 . 기구한 운명을 산 만신의 실 운영자.
- 서현우 : 김인홍 역 - 38세 . 만신 최초의 개발자로 지함에게 기술을 판 대가로 호화로운 생활과 만신 예언을 추종하며 살고 있음.

### 우주인 조안 (Joan's Galaxy)
연출: 이윤정, 극본: 문주희, 이윤정
원작 : 우주인 조안 (김효인 작가)
- 김보라 : 조안 역 - 대학생. 학교 안의 유일한 N. N의 자유분방함을 지녔지만 무절제하지 않으며 자기 꿈과 미래에 대해 나름의 계획을 그리고 있다.
- 최성은 : 이오 역 - 대학생. 태어날 때 항체 주사를 맞은 선택 받은 소수의 C.
- 윤정훈 : 경 역 - 의사. 개천에서 난 용. NCC.
- 김주령 : 김정원 역 - 이오 엄마. 대학교수. 누구보다 뼛속 깊은 C이자 우월주의를 지니고 있다.

### 블링크 (Blink)
연출: 한가람, 극본: 강산
원작 : 백중 (김창규 작가)
- 이시영 : 지우 역 - 어린 시절, 자율 주행 차 사고로 부모님을 잃은 인간적인 베테랑 형사 지우(이시영)는 인공지능의 판단보단 자신의 촉(감)과 능력을 신뢰한다.
- 하준 : 서낭 역 - 지우의 뇌 속에 이식 된 인공지능 형사 .. 경찰 업무에 특성 화 된 인공지능.
- 이준혁 : 반장 역 - 인공지능이 발달할수록 경찰 업무가 수월해지는 게 무척 만족스러운 경찰 반장.

### 일주일 만에 사랑할 순 없다 (Baby It’s Over Outside)
연출: 안국진, 극본: 김민경
원작 : 일주일만에 사랑할 순 없다 (김동식 작가)
- 이다윗 : 김남우 역 - 신입경찰
- 신은수 : 홍혜화 역 - 초능력자들을 모아 종말을 막으려는 소녀
- 황정민 : 양선생 역 - 초능력자
- 배해선 : 앵커 역 - BSC 방송 대표 앵커
- 김강현 : 박성근 역 - 파출소장(특별출연)

### 증강 콩깍지 (Love Virtually)
연출: 오기환, 극본: 오기환
원작 : 증강 콩깍지 (황모과 작가)
- 최시원 : 서민준 역 - 레오나르도. Ai의사에게 성형수술을 받았지만 같은 프로그램으로 수술 받은 사람이 너무 많아 VR앱 증강콩깍지에서 예전 얼굴로 지원과 만남을 이어가고 있는 남자.
- 유이 : 한지원 역 - 지젤. 역시 성형수술 전의 얼굴로 증강콩깍지 안에서만 민준과 연애 중.
- 안세하 : 구성태 역 - 친구인 민준이 성형수술 후 미남의 얼굴로 여자를 만나지 않는 것이 도통 이해 불가인 상태.
- 김한나 : 탁수진 역 - 지원의 베프. 지원의 미친 미모가 살짝 부럽기도 하지만 가상과 현실 데이트를 오가며 고민하는 지원을 곁에서 늘 응원해주는 친구.
- 손정은 : 라디오 DJ 목소리
- 홍석천 (특별출연)
- 홍윤화 (특별출연)

### 하얀 까마귀 (White Crow)
연출: 장철수, 극본: 강선주
원작 : 코로니스를 구해줘 (박지안 작가)
- 하니 : JUNO / 백아영 역
- 이세희 : 장준오 역
- 신소율 : 신지수 역 - 준오·아영의 담임 선생님. 언제나 쇠자로 교탁을 치며 엄격하게 학생들을 지도.
- 최배영 : 나리 역

### 인간증명 (Empty Body)
연출: 김의석, 극본: 김의석, 이한나
원작 : 독립의 오단계 (이루카 작가)
- 문소리 : 가혜라 역 - 사고로 아들을 잃게 된 혜라는 아들의 뇌 일부를 인공지능과 결합하여 소생 시키는데 성공
- 장유상 : 영인 역 - 혜라의 아들. 영인의 뇌와 결합된 Ai

## 시청률
최저 시청률과 최고 시청률은 시청률 조사회사와 지역별로 시청률에 차이가 있을 수 있습니다.
| 2020년 | 2020년     | 2020년                     | 2020년         |            |
| 회차   | 방영일     | 부제                       | AGB 시청률     | AGB 시청률 |
| 회차   | 방영일     | 부제                       | 대한민국(전국) |            |
| ------ | ---------- | -------------------------- | -------------- | ---------- |
| 1      | 2020.08.14 | 간호중                     | 1.6            |            |
| 2      | 2020.08.21 | 만신                       | 1.4            |            |
| 3      | 2020.08.28 | 우주인 조안                | 0.6            |            |
| 4      | 2020.09.04 | 블링크                     | 1.0            |            |
| 5      | 2020.09.11 | 일주일 만에 사랑할 수 없다 | 미집계         |            |
| 6      | 2020.09.18 | 하얀 까마귀                | 0.9%           |            |
| 7      | 2020.09.25 | 증강 콩깍지                | 미집계         |            |
| 8      | 2020.10.09 | 인간증명                   | 0.3%           |            |